# بعيلي (تشاد)
بعيلي هي محافظة فرعية تابعة لمحافظة لوق شاري بإقليم شاري باغورمي في تشاد. 